# رده‌بندی اصلی در تور دو فرانس
رده‌بندی اصلی در تور دو فرانس مهم‌ترین رده‌بندی این مسابقات است و بر پایهٔ آن، برندهٔ تور مشخص می‌شود. از سال ۱۹۱۹ میلادی، رهبر رده‌بندی اصلی، پیراهن زرد یا پیراهن طلایی (فرانسوی: maillot jaune‎) به تن می‌کند.

## تاریخچه
برندهٔ نخستین دورهٔ تور دو فرانس، یک بازوبند سبز می‌بست. پس از دومین دوره، قانون تغییر کرد و رده‌بندی اصلی به جای زمان، بر پایهٔ امتیاز محاسبه می‌شد. این روش امتیازی تا ۱۹۱۲ نگه داشته شد و از آن پس، دوباره به رده‌بندی زمانی برگشت.
این که اهدای پیراهن زرد از چه زمانی آغاز شد، دقیقاً مشخص نیست. فیلیپ تیس رکابزن بلژیکی و برندهٔ تور در سال‌های ۱۹۱۳، ۱۹۱۴ و ۱۹۲۰ در ۶۷ سالگی در یک مجلهٔ بلژیکی اعلام کرد که در سال ۱۹۱۳ انری دسگرانژ، سازمان‌دهندهٔ تور، از او خواسته تا یک پیراهن رنگی به تن کند و یک پیراهن زرد به او اهدا شده‌است. تیس مخالفت کرد و گفت که پوشیدن پیراهن زرد، او را بیشتر قابل شناسایی می‌کند و سایر رکابزنان را ترغیب می‌کند که از او بگذرند.
بر پایهٔ تاریخ رسمی تور، نخستین بار اوژن کریستوف فرانسوی در مرحله‌ای میان گرنوبل و ژنو، در ۱۸ ژوئیهٔ ۱۹۱۹ پیراهن زرد را به تن کرده‌است. ممکن است که این رنگ برای بازتاب دادن رنگ زرد کاغذ روزنامهٔ لوتو (روزنامهٔ سازمان‌دهندگان تور) یا به دلیل نامتداول بودن آن گزیده شده‌باشد.
کریستوف تمایلی به پوشیدن پیراهن زرد نداشت و شکایت می‌کرد که تماشاگران به هنگام عبور او، صدای قناری را تقلید می‌کنند.
در دورهٔ بعدی تور در ۱۹۲۰، پیراهن زرد در مراحل ابتدایی اهدا نشد؛ ولی پس از مرحلهٔ نهم، دوباره معرفی شد.
پس از مرگ دسگرانژ، پاراف‌های او به پیراهن زرد افزوده شد و روی سینهٔ آن قرار گرفت. این پاراف‌ها در ۱۹۶۹ به آستین‌ها منتقل شدند تا فضایی برای تبلیغ لوگوی ویرلوکس ایجاد شود. هم‌چنین تبلیغ لو کوک اسپورتیف (شرکت پوشاک) در پایین بست زیپ گردن افزوده شد.
پاراف‌های دسگرانژ در ۱۹۷۲ به روی پیراهن برگشت و در بیشتر سال‌ها در سمت راست و در برخی در سمت چپ قرار داده شد. این پاراف‌ها در ۱۹۸۴ برای افزودن لوگوی تجاری برداشته شد، ولی نایکی در ۲۰۰۳ آن‌ها را به عنوان بخشی از جشن صد سالگی تور، برگرداند.

## قانون
قهرمان تور دو فرانس و سایر مسابقات چند مرحله‌ای بر پایهٔ زمان کل طی شده توسط رکابزنان در مراحل تعیین می‌شود. می‌توان زمانی را به عنوان جایزه (برای برندهٔ مرحله یا برنده در سربالایی) از آن کم کرد یا به عنوان جریمه (بر پایهٔ جرایم قانونی) به آن افزود. در پایان هر مرحله، به رکابزن دارای کمترین زمان کل یک پیراهن دوچرخه‌سواری زرد اهدا می‌شود و اجازه داده می‌شود که مرحلهٔ بعدی را با پیراهن طلایی آغاز کند.
پیراهن برنده در سایر مسابقات دوچرخه‌سواری نیز وجود دارد، ولی ممکن است به رنگ‌های متفاوتی باشد. رنگ صورتی در جیرو دیتالیا، اخرایی در تور داون آندر و طلایی در تور کالیفرنیا به کار می‌روند.